# Championnat du monde d'échecs 1985
Pour un article plus général, voir Championnat du monde d'échecs.

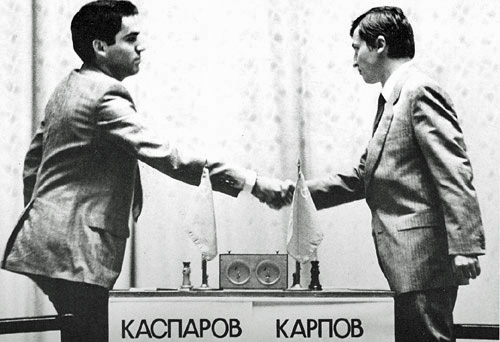
Kasparov (à gauche) et Karpov (à droite) se serrant la main lors du Championnat du monde d'échecs 1985.

Le Championnat du monde d'échecs 1985 a opposé le tenant du titre Anatoli Karpov à son challengeur Garry Kasparov. Il a eu lieu à Moscou du 3 septembre au 9 novembre 1985. C'est Garry Kasparov qui remporte le titre par treize à onze (+5-3=16) et devient champion du monde. Ce match a été organisé à la suite de l'annulation du précédent match entre les deux protagonistes par le président de la Fédération internationale des échecs.
Le vainqueur est le premier joueur à remporter six victoires avec toutefois une limite de 24 parties. Si ce nombre est atteint, le vainqueur sera le candidat comptant alors le plus de victoires. En cas d'égalité, le champion du monde conserve son titre. Par ailleurs, deux jours avant le début du match, Kasparov apprit que si le champion du monde était défait, il pourrait demander un match revanche.

## Résultats
Le déroulement des 24 parties fut le suivant :
| Partie    | Ouverture              | Nombre de coups | Blanc    | Noir     | Résultat       | Score                           |
| --------- | ---------------------- | --------------- | -------- | -------- | -------------- | ------------------------------- |
| Partie 1  | défense nimzo-indienne | 42              | Kasparov | Karpov   | Kasparov gagne | Kasparov mène 1-0               |
| Partie 2  | défense sicilienne     | 65              | Karpov   | Kasparov | nulle          | Kasparov mène 1-0               |
| Partie 3  | gambit dame            | 20              | Kasparov | Karpov   | nulle          | Kasparov mène 1-0               |
| Partie 4  | gambit dame            | 63              | Karpov   | Kasparov | Karpov gagne   | égalité 1-1                     |
| Partie 5  | partie espagnole       | 41              | Kasparov | Karpov   | Karpov gagne   | Karpov mène 2-1                 |
| Partie 6  | gambit dame            | 27              | Karpov   | Kasparov | nulle          | Karpov mène 2-1                 |
| Partie 7  | défense nimzo-indienne | 31              | Kasparov | Karpov   | nulle          | Karpov mène 2-1                 |
| Partie 8  | gambit dame            | 49              | Karpov   | Kasparov | nulle          | Karpov mène 2-1                 |
| Partie 9  | partie espagnole       | 53              | Kasparov | Karpov   | nulle          | Karpov mène 2-1                 |
| Partie 10 | défense sicilienne     | 37              | Karpov   | Kasparov | nulle          | Karpov mène 2-1                 |
| Partie 11 | défense nimzo-indienne | 25              | Kasparov | Karpov   | Kasparov gagne | égalité 2-2                     |
| Partie 12 | défense sicilienne     | 18              | Karpov   | Kasparov | nulle          | égalité 2-2                     |
| Partie 13 | défense nimzo-indienne | 25              | Kasparov | Karpov   | nulle          | égalité 2-2                     |
| Partie 14 | défense sicilienne     | 32              | Karpov   | Kasparov | nulle          | égalité 2-2                     |
| Partie 15 | défense Petrov         | 22              | Kasparov | Karpov   | nulle          | égalité 2-2                     |
| Partie 16 | défense sicilienne     | 40              | Karpov   | Kasparov | Kasparov gagne | Kasparov mène 3-2               |
| Partie 17 | défense nimzo-indienne | 29              | Kasparov | Karpov   | nulle          | Kasparov mène 3-2               |
| Partie 18 | défense sicilienne     | 23              | Karpov   | Kasparov | nulle          | Kasparov mène 3-2               |
| Partie 19 | défense nimzo-indienne | 42              | Kasparov | Karpov   | Kasparov gagne | Kasparov mène 4-2               |
| Partie 20 | gambit dame            | 85              | Karpov   | Kasparov | nulle          | Kasparov mène 4-2               |
| Partie 21 | gambit dame            | 44              | Kasparov | Karpov   | nulle          | Kasparov mène 4-2               |
| Partie 22 | gambit dame            | 40              | Karpov   | Kasparov | Karpov gagne   | Kasparov mène 4-3               |
| Partie 23 | gambit dame            | 35              | Kasparov | Karpov   | nulle          | Kasparov mène 4-3               |
| Partie 24 | défense sicilienne     | 42              | Karpov   | Kasparov | Kasparov gagne | Kasparov remporte le match 5-3. |